# 四書五経
四書五経（ししょごきょう）は、儒教の経書の中で特に重要とされる四書と五経の総称。ただしこのうち『大学』『中庸』はもともと『礼記』の一篇を独立させたものである。

## 概要
君子が国家や政治に対する志を述べる大説として日常の出来事に関する意見・主張や噂話など虚構・空想の話を書く小説と区別される。
四書は『論語』『大学』『中庸』『孟子』、五経は『易経』『書経』『詩経』『礼記』『春秋』をいい、五経を以て四書よりも高しとする。「楽経」を含めて四書六経ともいう。
中国本国だけでなく、日本や朝鮮でも広く講義された。なお朝鮮では『礼記』と『春秋』を省いて「四書三経」ともいった。

## 各時代の扱い

### 戦国時代の六経
『荘子』や『語叢』においては、下記の六種類の経書が列挙されている。
- 詩
- 書
- 礼
- 楽
- 易
- 春秋

当時の儒家らはこれらの経典を重視したが、『楽』は早くに失われたとされる。

### 前漢の五経
- 易（施氏（施讎）・孟氏（孟喜）・梁丘氏（梁丘賀）・京氏（京房））
- 書（大夏侯氏（夏侯勝）・小夏侯氏（夏侯建）・欧陽氏）
- 詩（斉詩・韓詩・魯詩）
- 士礼（后氏（后蒼）・戴氏（戴徳・戴聖）・慶氏（慶普））
- 春秋（公羊氏・穀梁氏）

### 唐代の五経
唐の太宗は、以下の経典を「五経」とし、『五経正義』という解釈を孔穎達らに定めさせた。唐代以前の注釈類は殆んど現存しないため、唐代以前の経学研究の基本書とされている。
- 易……『周易正義』（王弼・韓康伯注、孔穎達等疏）
- 書……『尚書正義』（偽古文尚書。孔安国伝[注 2]、孔穎達等疏）
- 詩……『毛詩正義』（毛伝、鄭玄箋、孔穎達等疏）
- 礼記……『礼記正義』（小戴礼記。鄭玄注、孔穎達等疏）
- 春秋……『春秋正義』（春秋左氏伝をテキスト、杜預注、孔穎達等疏）

### 宋代以降

#### 五経
宋代には唐代までに集成された五経研究（古注）に対して、批判的な厖大な注釈書（新注）を生み出した。これは宋・元の二王朝を通じて行われ、明の永楽年間に『五経大全』として結実した。『五経大全』は科挙のテキストとしても利用され世上に流行したが、即席的に編纂された書物であったこと、しかも『五経大全』の種本の殆んどが現存すること、また明朝そのものの経学研究が低調であったこと等から、『五経大全』そのものの学術的評価は低い。『五経大全』の注釈書は朱熹とその弟子の蔡沈、朱熹の先駆者程頤の私淑の弟子の胡安国と、比較的簡潔な注釈を行った陳澔が選ばれている。
- 易（朱熹の『周易本義』）
- 書（蔡沈の『書集伝』）
- 詩経（朱熹の『詩集伝』）
- 礼記（陳澔の『礼記集説』）
- 春秋（胡安国の『春秋伝』）

#### 四書
『礼記』のうち「中庸」「大学」を重視する立場は、韓愈など宋代以前の学者にも見られた傾向であるが、北宋の二程子は特にこれらを重視した。
南宋の朱熹が『礼記』の一篇であった『大学』と『中庸』をそれぞれ独立させ、『論語』『孟子』と合わせ「四書」として五経以前に読むべき入門の学として顕彰し、その注釈書として『四書章句集注』（『大学章句』・『中庸章句』・『論語集注』・『孟子集注』）を著した。四書は元代以降、科挙の科目に採用され、五経よりも広く読まれるようになった。